# 加拉赫蓋爾嶺
加拉赫蓋爾嶺（英語：Gallagher Ridge）是南極洲的山嶺，位於維多利亞地，處於紐沃爾山東北面，屬於阿斯加德山脈的一部分，現時由南極條約體系管理。

## 外部連結
- . . United States Geological Survey.   [2012-04-16].

77°28′S 162°49′E / 77.467°S 162.817°E